# Prioziersk

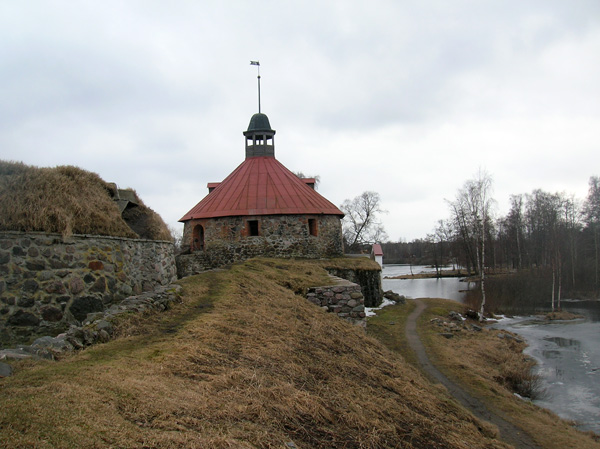
Twierdza

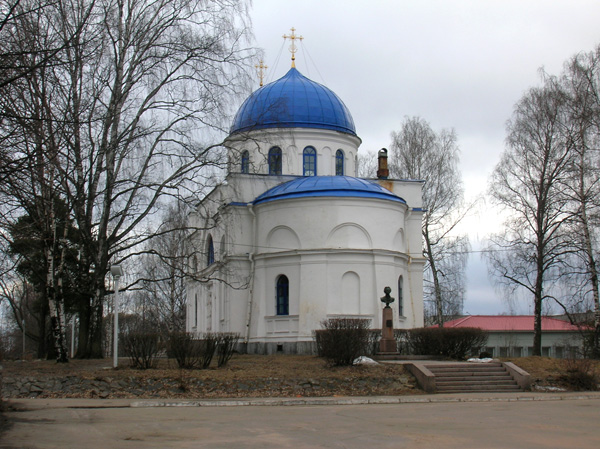
Sobór Narodzenia Matki Bożej w Prioziersku

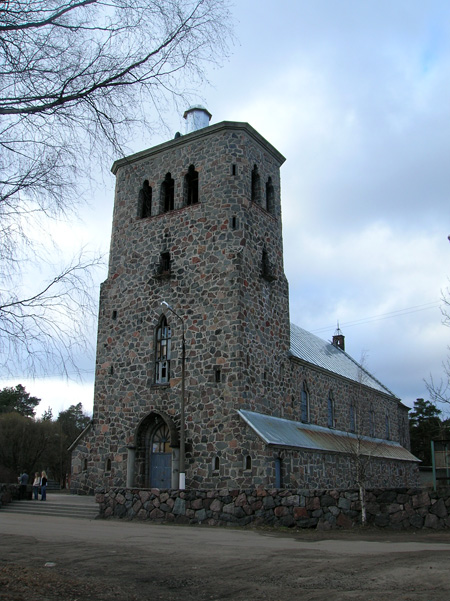
Kościół luterański

Historyczny herb miasta

Prioziersk (ros. Приозерск, fiń. Käkisalmi, szw. Kexholm) – miasto w zachodniej Rosji, w obwodzie leningradzkim, siedziba administracyjna rejonu priozierskiego.

## Nazwy miasta
Prioziersk w ciągu swej historii kilkakrotnie zmieniał nazwę.
do 1611 – Koriela
1611–1918 – Kexholm
1918–1940 – Käkisalmi
1940–1941 – Kexholm
1941–1944 – Käkisalmi
1944–1948 – Kieksgolm (Кексгольм)
od 1948 – Prioziersk
Miasto nigdy nie posiadało jednej oficjalnej nazwy. Od początku jego historii Finowie i Karelowie nazywali je Käkisalmi, a Szwedzi Kexholm.

## Położenie
Miejscowość leży na Przesmyku Karelskim, nad jeziorem Ładoga, w miejscu, gdzie do jeziora tego wpada północna odnoga rzeki Vuoksi.

## Ludność
Prioziersk zamieszkuje 19 473 osób (2005).
Ludność miasta stanowią głównie Rosjanie osiedli w Prioziersku po II wojnie światowej po wysiedleniu większości zamieszkującej poprzednio miasto ludności fińskiej.
W ostatnich latach populacja miasta szybko zmniejsza się w wyniku niskiego przyrostu naturalnego i emigracji mieszkańców w poszukiwaniu pracy do większych miast Rosji, głównie pobliskiego Petersburga. W 2002 roku w mieście zamieszkiwało 20 506 osób, co oznacza, iż w ciągu 3 lat populacja zmniejszyła się o ponad tysiąc osób, czyli ponad 5% ogółu mieszkańców.

## Historia
Miasto zostało założone przez Karelów pod nazwą Käkisalmi najprawdopodobniej w IX wieku. Pierwsza wzmianka o Käkisalmi pochodzi z 1143 roku. Od końca XIII wieku była to twierdza mająca chronić należące do Nowogrodu karelskie ziemie przed ekspansją Szwedów, którzy często, aczkolwiek aż do roku 1580 bezskutecznie, atakowali miasto.
Miasto stanowiło ważne lokalne centrum gospodarcze i administracyjne, którego władza rozciągała się na całą południową Karelię. Jego rola umocniła się jeszcze po opanowaniu Państwa Nowogrodzkiego przez Wielkie Księstwo Moskiewskie w 1479 roku. W 1581 roku miasto zostało zdobyte przez Szwedów, którzy zajmowali je do 1595 roku. W 1611 roku po półrocznym oblężeniu Käkisalmi ponownie zajęli Szwedzi, którzy nazwali je na Kexholm. Stan ten usankcjonowany został pokojem stołbowskim z 1617 roku. 8 września 1710 roku w czasie wojny północnej armia rosyjska zdobyła miasto, a oficjalnie pod władzę rosyjską powróciło ono na mocy traktatu pokojowego z Nystad z 1721 roku.
Ustąpienie zagrożenia szwedzkiego spowodowało, iż miasto zaczęło stopniowo podupadać, a miejska twierdza została zamieniona w więzienie. Stan ten pogłębiony został przez wzrastające znaczenie nowej stolicy Rosji – Petersburga, które odebrało miastu wszelkie korzyści wynikające z pozycji lokalnego centrum gospodarczo-administracyjnego. W 1809 roku miasto weszło w skład Wielkiego Księstwa Finlandii – autonomicznej części Cesarstwa Rosyjskiego.
W połowie XIX wieku, gdy płynąca przez miasto rzeka Vuoksi zmieniła swoje główne koryto, miasto jeszcze bardziej podupadło w wyniku znacznego ograniczenia rybołówstwa, zaś jego ludność zmniejszyła się z 1743 w roku 1840 do 1181 w 1873.
Po uzyskaniu przez Finlandię niepodległości miasto weszło w skład tego państwa jako Käkisalmi i pozostawało w jego składzie do 1940 roku, kiedy to w wyniku wojny zimowej przyłączono je do ZSRR, który włączył je do nowo utworzonej Karelo-Fińskiej Socjalistycznej Republiki Radzieckiej. Powrócono wtedy do starej szwedzkiej nazwy Kexholm (w rosyjskiej formie Кексгольм). Całą ludność miasta (ok. 5000 osób) wysiedlono do Finlandii, i miasto zasiedlono osadnikami ze Związku Radzieckiego, przede wszystkim z Rosji. Prawie 90% budynków zostało zniszczonych w wyniku działań wojennych.
Po ataku na Związek Radziecki w 1941 roku miasto ponownie zajęli Finowie, którzy we wrześniu 1944 roku zostali wyparci przez Armię Czerwoną.
Po ponownym zajęciu przez ZSRR miasto nie zostało przyłączone do Karelo-Fińskiej SRR lecz do Rosyjskiej FSRR, w skład obwodu leningradzkiego. Trzykrotnie przechodzący przez miasto front spowodował ogromne zniszczenia. W 1948 roku miasto przemianowano na Prioziersk.

## Gospodarka
Miasto po rozpadzie ZSRR przeżywa kryzys gospodarczy. W mieście znajduje się przemysł celulozowo-papierniczy i spożywczy (piekarniczy i mleczarski). Jednym z największych zakładów jest kombinat meblowy, zakład obróbki drewna. Duże znaczenie gospodarcze pełni szeroko rozumiana sfera usługowa.

## Zabytki
- Stary zamek
- Nowa twierdza
- Pomnik Piotra I zbudowany ze składek żołnierzy w 1910 roku
- Cerkiew Wszystkich Świętych[1]
- Sobór Narodzenia Matki Bożej[2]
- Kościół luterański[2]